# Sindaci di Zoagli

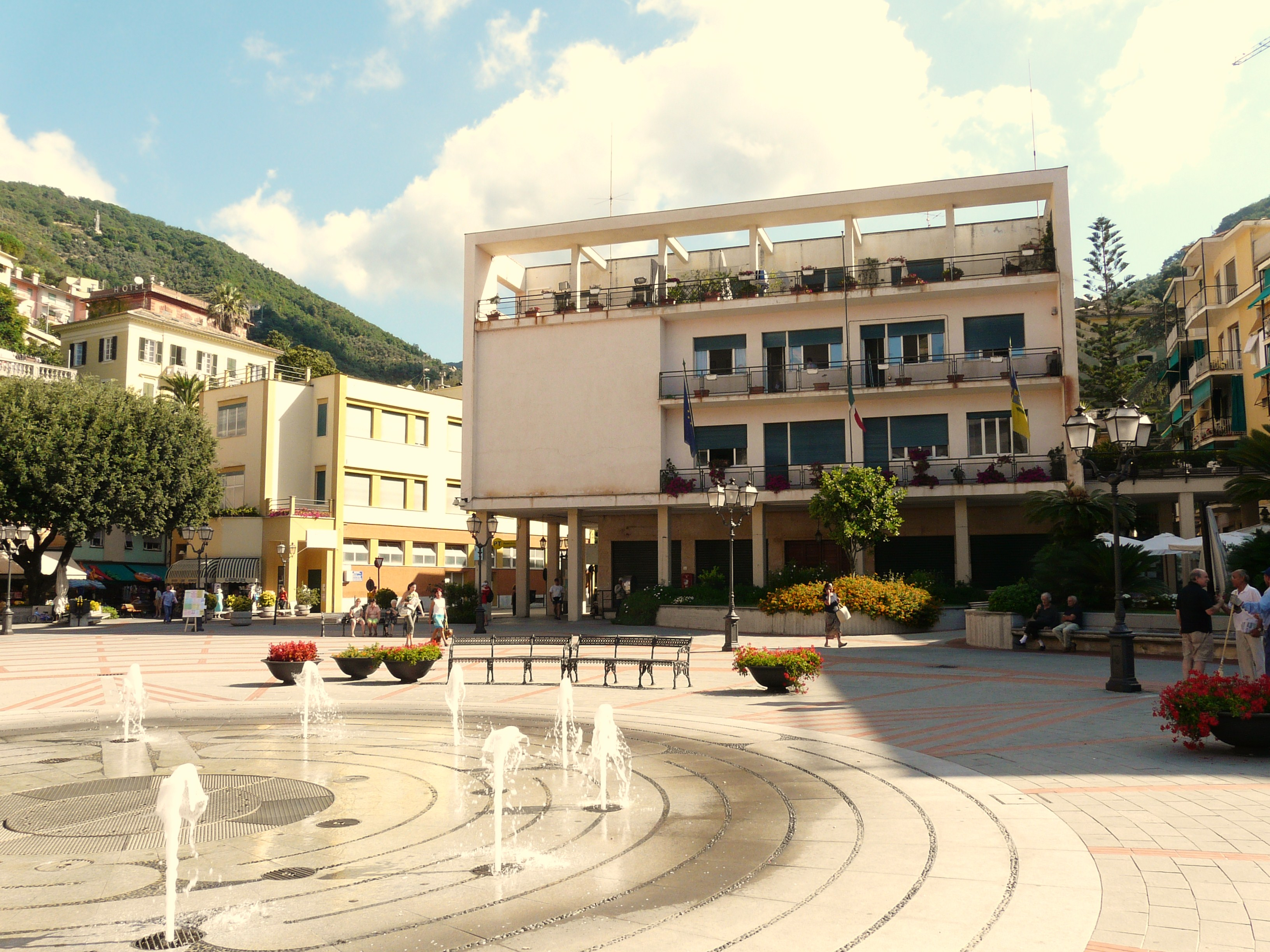
Il palazzo municipale di Zoagli

Questo elenco riporta i responsabili dell'amministrazione civica del comune di Zoagli nella città metropolitana di Genova.

## Primo Impero francese (1805-1815)
| Periodo | Periodo | Primo cittadino   | Partito | Carica | Note |
| ------- | ------- | ----------------- | ------- | ------ | ---- |
| 1806    | 1808    | Stefano Carlevaro |         | Maire  |      |
| 1808    | 1818    | Agostino Vaccaro  |         | Maire  |      |

## Regno di Sardegna (1815-1861)
| Periodo | Periodo | Primo cittadino                     | Partito | Carica  | Note |
| ------- | ------- | ----------------------------------- | ------- | ------- | ---- |
| 1818    | 1820    | Agostino Chighizola                 |         | Sindaco |      |
| 1820    | 1821    | Francesco Casaretto                 |         | Sindaco |      |
| 1822    | 1824    | Lorenzo Arzeno                      |         | Sindaco |      |
| 1825    | 1826    | Bartolomeo Merello                  |         | Sindaco |      |
| 1827    | 1830    | Tomaso Solari                       |         | Sindaco |      |
| 1831    | 1832    | Filippo Podestà                     |         | Sindaco |      |
| 1833    | 1835    | Stefano Canale                      |         | Sindaco |      |
| 1836    | 1839    | Cipriano Vaccaro                    |         | Sindaco |      |
| 1840    | 1842    | Antonio Merello                     |         | Sindaco |      |
| 1843    | 1848    | Marchese Giovanni Battista Malfanti |         | Sindaco |      |
| 1849    | 1857    | Giovanni Battista Solari            |         | Sindaco |      |
| 1858    | 1866    | Cavaliere Antonio Carrè             |         | Sindaco |      |

## Regno d'Italia (1861-1946)
| Periodo | Periodo | Primo cittadino            | Partito | Carica  | Note |
| ------- | ------- | -------------------------- | ------- | ------- | ---- |
| 1867    | 1886    | Giuseppe Solari            |         | Sindaco |      |
| 1887    | 1888    | Angelo Vaccaro             |         | Sindaco |      |
| 1889    | 1898    | Cavaliere Antonio Carrè    |         | Sindaco |      |
| 1899    | 1907    | Domenico Piaggio           |         | Sindaco |      |
| 1908    | 1928    | Giuseppe Porcella          |         | Sindaco |      |
| 1928    | 1932    | Giovanni Battista Canevaro | PNF     | Podestà |      |
| 1932    | 1934    | Antonio Sbarbaro           | PNF     | Podestà |      |
| 1934    | 1941    | Antonio Canevaro           | PNF     | Podestà |      |
| 1941    | 1943    | Silvio Chiozza             | PNF     | Podestà |      |

## Repubblica Italiana (1946-oggi)
| Periodo           | Periodo           | Primo cittadino           | Partito                                       | Carica         | Note              |
| ----------------- | ----------------- | ------------------------- | --------------------------------------------- | -------------- | ----------------- |
| 1945              | 1946              | Silvio Baffico            |                                               | Sindaco        |                   |
| 1946              | 1951              | Gerolamo Solari           |                                               | Sindaco        |                   |
| 1951              | 1953              | Gino Morandi              |                                               | Sindaco        |                   |
| 1953              | 1956              | Carlo Lugano              |                                               | Sindaco        |                   |
| 1956              | 1975              | Giovanni Battista Merello |                                               | Sindaco        |                   |
| 1975              | 1985              | Carlo Peirano             |                                               | Sindaco        |                   |
| 1º agosto 1985    | 5 luglio 1990     | Agostino Santangelo       | DC                                            | Sindaco        |                   |
| 12 luglio 1990    | 24 aprile 1995    | Agostino Santangelo       | DC                                            | Sindaco        |                   |
| 24 aprile 1995    | 14 giugno 1999    | Giovanni Cherchi          | lista civica                                  | Sindaco        |                   |
| 14 giugno 1999    | 14 giugno 2004    | Franco Rocca              | Vivere Zoagli (lista civica di centro-destra) | Sindaco        |                   |
| 1º luglio 2004    | 4 aprile 2005     | Franco Rocca              | Vivere Zoagli (lista civica di centro-destra) | Sindaco        | [ 2 ]             |
| 4 aprile 2005     | 30 maggio 2006    | Rita Nichel               | Vivere Zoagli (lista civica di centro-destra) | Vicesindaco    |                   |
| 30 maggio 2006    | 16 maggio 2011    | Rita Nichel               | Vivere Zoagli (lista civica di centro-destra) | Sindaco        |                   |
| 3 giugno 2011     | 23 maggio 2014    | Rita Nichel               | Vivere Zoagli (lista civica di centro-destra) | Sindaco        | [ 3 ]             |
| 23 maggio 2014    | 1º giugno 2015    | Paola Leone               |                                               | Comm. straord. | [ 4 ] [ 5 ]       |
| 1º giugno 2015    | 30 maggio 2019    | Franco Rocca              | Vivere Zoagli (lista civica di centro-destra) | Sindaco        | [ 6 ]             |
| 30 maggio 2019    | 22 giugno 2019    | Carlo Cassani             | Vivere Zoagli (lista civica di centro-destra) | Vicesindaco    | [ 7 ] [ 8 ] [ 9 ] |
| 30 luglio 2019    | 22 settembre 2020 | Ornella Sansalone         |                                               | Comm. straord. | [ 10 ]            |
| 22 settembre 2020 | in carica         | Fabio De Ponti            | Zoagli insieme (lista civica)                 | Sindaco        |                   |